# Iwogumoa acco
Iwogumoa acco là một loài nhện trong họ Amaurobiidae.
Loài này thuộc chi Iwogumoa. Iwogumoa acco được miêu tả năm 1987 bởi Nishikawa.